# Australian National Formula
L'Australian National Formula (abbreviata in ANF) fu una serie automobilistica che si disputò in Australia, su iniziativa della Confederation of Australian Motor Sport, tra il 1964 e il 1969. Rimpiazzò la Formula Libre quale più importante categoria automobilistica nel Paese.
L'Australian National Formula prevedeva delle vetture monoposto, spinte da motori non sovralimentati, con cilindrata non superiore ai 2500 cm³, alimentate da carburante commerciale.. Questo spinse all'uso di propulsori come il Coventry Climax FPF che erano stati fra i più competitivi in Formula 1 fino alla modifica dei regolamenti del 1961, che aveva ridotto la cilindrata massima a 1500 cm³. Dal 1970 la categoria venne ridenominata Formula 1 australiana (AF1).
L'Australian Drivers' Championship (per l'attribuzione del CAMS Gold Star award) e il Gran Premio d'Australia furono aperti a vetture di questa categoria per l'intera esistenza di questa formula. Le vetture di questa formula vennero utilizzate anche nella Formula Tasman.